# Dracula carcinopsis
Dracula carcinopsis är en orkidéart som beskrevs av Carlyle August Luer och Rodrigo Escobar. Dracula carcinopsis ingår i släktet Dracula och familjen orkidéer. Inga underarter finns listade i Catalogue of Life.